# DeSaad
DeSaad es un supervillano ficticio, que aparece en libros publicados por DC Comics. Es uno de los seguidores de Darkseid del planeta Apokolips en la metaserie del Cuarto Mundo de Jack Kirby.
Como DeSaad sirve como torturador maestro de Darkseid, su nombre se refiere al Marqués de Sade. En un momento, DeSaad tuvo una asistente llamada Justeen, una referencia a la novela Justine de De Sade, aunque se parecía poco al personaje principal.
Steve Byers interpretó a DeSaad en la serie de televisión Smallville. El personaje hará su debut cinematográfico en Zack Snyder's Justice League (2021), interpretado a través de la captura de voz y movimiento por Peter Guinness.

## Historial de publicaciones
DeSaad apareció por primera vez en Forever People # 2 (abril / mayo de 1971) y fue creado por Jack Kirby.

## Biografía ficticia del personaje
La primera aparición registrada de DeSaad en la historia del Universo DC fue como un parásito del lado de Drax, heredero de Apokolips. Ya había tomado su "nombre de dios", que afirmaba haber tomado en tributo a un ser del futuro "que me ha enseñado mucho en el campo que elegí".
Los orígenes de Desaad fueron revelados durante un juego de ajedrez de Darkseid con Eclipso. Después de que Eclipso le dijo a Darkseid cómo había causado la inundación bíblica, Darkseid compartió cómo había corrompido a un joven inocente al engañarlo haciéndole creer que el gato del joven había matado a su otra mascota, un pájaro. Incitando al niño a vengar al pájaro, Darkseid manipula al joven para que entierre vivo al gato. El pájaro regresó, después de haber volado, y furioso, el joven mató al pájaro y dejó New Genesis para convertirse en el lacayo de Darkseid.
DeSaad parecía estar ayudando a Drax en su intento de dominar la fuerza Omega. De hecho, estaba conspirando con el hermano de Drax, Uxas. Como resultado, se presume que Drax fue asesinado y Uxas dominó la Fuerza Omega, tomando el nombre de dios Darkseid. DeSaad pasó a servir como torturador de Darkseid.
Desaad es un sádico y un cobarde. Él es naturalmente peligroso, pero le tiene el suficiente miedo a Darkseid que no se volverá contra su maestro a menos que alguien tome la iniciativa (y es probable que cambie de lado otra vez, si parece que se producirá un error). Pasó algún tiempo disfrazado de Darkseid para mantener Intergang andando. Mientras Darkseid había estado involucrado con Intergang como parte de su búsqueda de la Ecuación Anti-Vida, Desaad simplemente quería hacer sufrir.
DeSaad aparentemente fue asesinado durante un intento de Darkseid de penetrar en la Fuente. Posteriormente se descubrió que se había "unido" con Orión, lo que provocó que este último se volviera cruel y manipulador. Más tarde fueron separados. Mientras está perdido, su segundo al mando, Justeen, planea derrocar la posición de DeSaad y acercarse a su amado Darkseid.
En la historia de Superman/Batman "Tormento", Darkseid le encarga a DeSaad que recupere el bastón de Alto padre del Muro de la Fuente y lo use para restaurar los poderes menguantes de Darkseid. Trabajando con el villano de Batman, El Espantapájaros, le lava el cerebro a Superman. Sin embargo, cuando llegó el momento de recargar los poderes de Darkseid, usando el bastón como un conducto al Reino Omega, DeSaad traiciona a Darkseid y trató de tomar el poder por sí mismo. El Efecto Omega, sin embargo, poseía un horror dentro de él que DeSaad no podía soportar, y Darkseid simplemente desvió la energía de él.
Al final del número 25 de Countdown to Final Crisis, DeSaad, que había capturado y torturado al profesor Martin Stein, es capaz de tomar el mando y el poder de Firestorm por sí mismo. Es derrotado y separado de la matriz Firestorm por los Atomic Knights, pero huye antes de que pueda ser capturado. Después de interrumpir una batalla entre Darkseid y Mary Marvel, DeSaad le da a Darkseid un compuesto que se usó sin éxito para acceder a la Ecuación Anti-Vida. Luego, DeSaad es liberado del servicio de Darkseid. Sin embargo, DeSaad ha transportado a Pied Piper a Apokolips cuando llega Brother Eye. DeSaad afirma que Piper puede canalizar la Ecuación Anti-Vida y controlar el planeta. Antes de que Piper pueda hacerlo, Brother Eye termina de asimilar Apokolips. Después de recuperarse, DeSaad confiesa haber sido el autor intelectual de la terrible experiencia de Trickster y Piper. Sin embargo, son atacados por un OMAC y Piper es capturado. DeSaad continúa persiguiendo a Piper y lo convence de que finalmente juegue. Sin embargo, el primer acto de Piper es intentar matar a DeSaad.
También durante Countdown en el número 837 de Detective Comics, se revela que está suministrando a los Refugios para Mujeres de Amazon con medicamentos especiales de Apokolips.
En Salvation Run, se revela que DeSaad supervisa el entrenamiento de los Nuevos Dioses de Apokolips en un planeta donde el Escuadrón Suicida de Amanda Waller había abandonado a los villanos exiliados. Cuando los descubre en este planeta, hace arreglos para que los Parademonios eliminen a los villanos menos poderosos para poder entrenar a los más fuertes para un objetivo desconocido. Finalmente, los villanos escapan de regreso a la Tierra.
Después de la Muerte de los Nuevos Dioses, muchos de los dioses apokoliptanos caídos habían adoptado formas humanas. DeSaad, haciéndose pasar por "Doctor Bud Fogel" levantando al público contra los experimentos Everyman de Lex Luthor, eventualmente atrapando y capturando Infinity Inc. Esta versión de DeSaad se ha visto en la miniserie Terror Titans, condicionando a los Infinitors para luchar en ll torneo metahumano del Club del Lado Oscuro. Después de que los superhumanos con el cerebro lavado se liberan de la Ecuación Anti-Vida y comienzan a destruir la arena, DeSaad es electrocutado y capturado por Static.
En Final Crisis # 6, se revela que Mary Marvel ha sido poseída por DeSaad. No se sabe qué le ha pasado a DeSaad después de Freddy Freeman ya que el nuevo Shazam cambia a Mary a normal en el mismo número. En Final Crisis: Secret Files, se reveló que él fue quien devolvió a Libra a la cohesión después de que el villano se desencarnara usando un dispositivo Transmortifier.

### New 52
Durante la primera incursión de Darkseid en la Tierra durante The New 52 (un reinicio del universo de DC Comics), DeSaad aparece en Apokolips discutiendo con Steppenwolf sobre la clonación del ADN de un Superman capturado y torturado para una nueva raza de Parademonios. Cinco años después, se hace pasar por Michael Holt intentando capturar a Power Girl.

## Poderes y habilidades
Aunque DeSaad no tiene grandes poderes, todavía es inmune a todas las enfermedades, toxinas y es extremadamente longevo. También es más fuerte y resistente que un humano de su peso y constitución. DeSaad es un brillante inventor de armas y maestro de la tortura. DeSaad ha creado muchas máquinas y dispositivos de tortura. Su logro más espectacular es "Happyland", un parque de atracciones que sirvió de prisión para sus víctimas. Los prisioneros estaban angustiados por la aparente indiferencia de los clientes del parque ante su difícil situación, sin saber que la tecnología de DeSaad hacía que los visitantes los vieran como algo diferente de lo que eran. Como el asistente de Darkseid más cercano, DeSaad está familiarizado con el funcionamiento y los recursos del planeta.

### New 52
En los Nuevos 52, DeSaad reaparece con el estado de un Nuevo Dios, pero mucho más poderoso y mostrando nuevas habilidades. DeSaad es lo suficientemente fuerte y resistente como para levantar varias toneladas con facilidad y puede enfrentarse a seres poderosos como Power Girl. Además, tiene un alto nivel de invulnerabilidad y es funcionalmente inmortal. Los poderes del nuevo DeSaad incluyen telepatía, absorción y control de las emociones. DeSaad es capaz de entrar en la mente de las personas para manipular sus emociones y alimentarse de sus peores sentimientos, incluso sin manipularlos se vuelve más poderoso. Ha demostrado la capacidad de crear ilusiones, ya sea en su forma real o en forma de otras personas. Otro de sus poderes es la absorción de energía, puede alimentarse de diferentes tipos de energía e incluso manipularla, como se demostró cuando absorbió energías de un acelerador de partículas en Tierra-2. Aunque no se explica, DeSaad puede abrir un "Boom Tube" a otras dimensiones a voluntad, solo cuando está a máxima potencia.

## Otras versiones
- En la historia de Elseworlds, LJA: El clavo, DeSaad está, entre otros, observando los escudos de defensa de la Tierra destruyendo un grupo de Parademonios en Apokolips.[10]
- Un anciano DeSaad aparece en Kingdom Come al servicio de su nuevo maestro, Orión.[11]
- En el universo de Amalgam Comics, DeSaad se fusiona con Loki Laufeyson para formar a L'ok D'saad.[12]

## Aparición en otros medios

### Televisión

#### Animación
- Desaad aparece en dos encarnaciones de los dibujos animados de los Super Amigos en la década de 1980, The Legendary Super Powers Show y Super Powers Team: Galactic Guardians interpretado por Rene Auberjonois.
- El personaje también aparece en la serie animada de 1990 de Superman, en el episodio "Father's Day", con la voz de Robert Morse. Superman destruye una de sus creaciones robóticas. Más tarde engaña a Kalibak para que desobedezca a Darkseid y vaya a la Tierra a luchar contra Superman. Cuando Darkseid se entera de que Kalibak fue a la Tierra para luchar contra Superman, forzó las respuestas de DeSaad sobre esto.
- Desaad aparece en Justice League donde Rene Auberjonois repite su rol, pero interpretado más seriamente. En "Twilight," Desaad descuidadamente critica la última acción militar de Darkseid para ganar la Ecuación Anti-Vida (que Darkseid ya le otorga un amplio margen al expresarse) se gana la ira de Darkseid y una muerte rápida.
- DeSaad aparece en el episodio de Young Justice, "Disordered", con la voz de Dee Bradley Baker. Está algo deformado como lo muestran su rostro y manos. Se le muestra como proveedor de armas Apokolips para Intergang. Cuando se trataba de un almacén que almacenaba armas Apokolips, DeSaad arrojó la Caja del Padre a la formación de Hombre Infinito para controlarlo e hizo que Hombre Infinito atacara a Superboy y Wolf. Cuando Superboy y New Genisphere recuperan el control de Hombre Infinito, DeSaad se retira a Apokolips. En "Endgame", DeSaad y Godfrey (un nuevo siervo o profeta de Darkseid) están con Vándalo Salvaje en Apokolips cuando Vándalo Salvaje se encuentra con Darkseid.
- DeSaad aparece en el episodio de Justice League Action, "The Fatal Fare", con la voz de Jason J. Lewis. Él y Kanto se preparan para liderar a las fuerzas de Apokolips para invadir la Tierra solo para que Superman los detenga con un virus que afectó a su Caja Madre. que los envía a las lunas de otro planeta. Al reclutar a Space Cabbie para que lo lleve allí, Darkseid llega donde DeSaad y Kanto están torturando a Superman para que sepa qué virus se usó en la Caja Madre. Cuando Space Cabbie regresa con Hawkman y Swamp Thing, DeSaad es derrotado por Swamp Thing. En el episodio "El amigo de Superman, Sid Sharp", DeSaad ayuda a Granny Goodness, Kalibak y Kanto a atraer a Superman a una trampa de kryptonita después de que los Parademons apresan accidentalmente al reportero del Daily Bugle, Sid Sharp. Cuando Superman cae en la trampa de la kryptonita, Sid Sharp hace que los cuatro secuaces de Darkseid compitan para ver quién informaría a Darkseid sobre el funcionamiento de la trampa. Darkseid llega cuando Superman se libera de la trampa y evade a DeSaad, Granny Goodness, Kalibak y Kanto. Cuando Superman y Sid Sharp escapan con la Caja Madre de DeSaad, Darkseid planea castigar a DeSaad por su fracaso solo para ser interrumpido por Kalibak preguntándole si todavía recibe un abrazo.

#### Acción en vivo
- Desaad aparece en la temporada final de Smallville como uno de los tres integrantes de la Trinidad de la oscuridad de Darkseid. Es interpretado por Steve Byers. En el episodio "Supergirl", Gordon Godfrey va a un club fetiche llamado "Club Desaad." Desaad aparece en el episodio “Abandoned” junto con Godfrey y Granny Goodness discutiendo sus planes para quebrar a la humanidad por la llegada de Darkseid. En "Masquerade" él tiene cargos en su contra por matar a todos aquellos que son resistentes a ser corrompidos con la Obscuridad. En esta versión posee algún tipo de manipulación mental, que usa para corromper a las personas, como también el poder de hacer que las personas tengan hemorragias cerebrales, causando que aquellos que son incorruptibles se desangren a través de los orificios de sus caras.

### Película

#### Animación
- DeSaad aparece en la película Justice League: War, con la voz de Bruce Thomas. Se muestra a DeSaad informando a Darkseid de la Caja Madre utilizada por Cyborg y a cargo del proceso que transforma a otras especies capturadas en Parademonios. Más tarde es asesinado por un Superman controlado mentalmente que fue capturado y se sometió al proceso, pero fue detenido por la voluntad de Batman y Superman.
- Una versión del universo alternativo de DeSaad hace un cameo sin hablar en Liga de la Justicia: Dioses y monstruos.
- DeSaad aparece en la película Lego DC Comics Super Heroes: Justice League vs. Bizarro League, con la voz de James Arnold Taylor.

#### Acción en vivo
- Originalmente iba a aparecer en la película de 2017, Justice League, interpretado por Peter Guinness. Sin embargo las escenas fueron eliminadas de la versión de cine al llegar Joss Whedon a la dirección de la película.[13] Sin embargo las escenas se retomarán en la versión de Zack Snyder que se estrenará en 2021.[14][15]

### Videojuegos
- Desaad aparece como DLC para Lego Batman 3: Beyond Gotham, con la voz de Robin Atkin Downes.
- Desaad también está en la escena final de Darkseid en Injustice 2. Él fue quien torturó a Supergirl después de que Superman fuera asesinado por Darkseid.
- Desaad es un personaje jugable en Lego DC Super-Villains, con la voz de Dee Bradley Baker.

### Comercialización
DeSaad fue incluido en la Serie 12 de los juguetes DC Universe Classic de Mattel, siguiendo el modelo de su aparición en la anterior Kenner Super Powers Collection.